# Префериране заменице
Префериране заменице или личне родне заменице (енг. Preferred gender pronouns или скраћено ПГП) односе се на скуп заменица које особа жели да други користе како би се одражавао родни идентитет те особе. Приликом изјављивања префериране заменице, особа ће углавном навести личну заменицу - на пример, „он“ или „она“, или у више облика - на пример, „он/они/његов“, „она/њен“, „он/она“. У енглеском језику се користи и треће лице множине као родно неутрална заменица (енг. they) која је 2015. проглашена за реч године од стране Америчког дијалекатског друштва. У српском језику треће лице „оно" носи са собом негативну конотацију, због чега није у широј употреби и користи се уколико је особа навела као преферирану заменицу.

## Образложење
Префериране родне заменице су почеле да се користе као начин промовисања правичности и инклузије за трансродне особе и особе које се залажу за родну равноправност.  просветни радници, и медицински радници  прихватили су њихову употребу као практичну и етичку ставку. Стилски водичи и удружења новинара и здравствених радника саветују употребу заменице коју је особа одабрала или сматра прикладном. У односима са клијентима или пацијентима, здравственим радницима се саветује да узму у обзир заменице које користе саме особе  што може укључивати употребу различитих заменица у различито време. Ово се такође проширује на име које је изабрала дотична особа. ЛГБТ организације такође саветују да се користе заменице и имена које је особа одабрала или сматра одговарајућом. Они даље препоручују избегавање родне забуне када се говори о пореклу трансродних особа, као што је коришћење титуле или ранга како би се избегла родна заменица или име.

## Терминологија
Постоје неслагања око тога да ли да се префериране родне заменице називају „префериране“ или не. Неки људи изостављају реч „преферирано“, називајући их „родним заменицама“ или једноставно „заменицама“ да би нагласили да је исправна употреба заменица грађанска дужност, а не индивидуална склоност. Постоји забринутост да укључивање „преферираног“ у име може створити утисак да је коришћење индивидуалних заменица необавезно. Левин наводи да „заменице нису „пожељне“, већ су једноставно тачне или нетачне за нечији идентитет.“  Они који задржавају „жељене“ указују на паралелу са „преферираним именима“ или као начин да се потврди заступљеност појединца или право на избор властитих замјеница.